# Tilemzoun
Tilemzoun (franska: Tilemzoun (CR), Tilemzoun (Commune Rurale), arabiska: امسيد) är en kommun i Marocko.   Den ligger i provinsen Tan-Tan och regionen Guelmim-Oued Noun, i den sydvästra delen av landet, 700 km sydväst om huvudstaden Rabat. Antalet invånare är 771.